# For Sale
For Sale es el segundo álbum de estudio del cantautor estadounidense Casey Kelly. Fue publicado en enero de 1974 a través del sello discográfico Elektra Records. 

## Recepción de la crítica
Un escritor no especificado de la revista Cash Box declaró: “Casey tiene mucho de qué enorgullecerse con su nuevo LP Elektra, un paquete que destaca su talento para la buena música y su consumada habilidad para escribir canciones brillantes y felices. Con su corazón en el buen rock and roll y su cabeza en letras descriptivas y coloridas, el álbum de Casey es como un trozo de cielo azul en un día nublado”. Un escritor no especificado de Billboard indicó que “[For Sale] ofrece valores de producción más ricos y algunas melodías fuertes y dinámicas que podrían ayudar a construir una nueva audiencia para el artista. Si bien sus letras siguen siendo su punto más débil, su voz cuenta con la ayuda de los productores Norbert Putnam y Richard Sanford Orshoff, quienes comparten tareas”. Un escritor no especificado de Record World indicó que “puede que sea sólo la segunda vez que Casey batea, ¡Pero tiene la oportunidad de anotar!”.

## Rendimiento comercial
La revista Billboard informó en la semana que finalizó el 26 de enero de 1974 que For Sale fue una selección de acción en radio FM con emisión en KYLE-FM, una de las principales estaciones de radio progresivas del país. La semana siguiente fue una selección de acción de FM en otras 4 estaciones progresivas líder: WVVS-FM, WRAS-FM, WCMF-FM y WNEW-FM.

## Lista de canciones
Todas las canciones escritas y compuestas por Casey Kelly, excepto donde esta anotado. 
| Lado uno |                                                |          |  |
| N.º      | Título                                         | Duración |  |
| 1.       | «Jus' Enjoy All You Can Stand»                 | 2:38     |  |
| 2.       | «Bayou Country» (Duke Bardwell, Trevor Veitch) | 2:52     |  |
| 3.       | «All I Could Do»                               | 3:05     |  |
| 4.       | «Airport Song» (Kelly, Jeffrey Comanor)        | 4:03     |  |
| 5.       | «Reach Out for Me»                             | 5:46     |  |

| Lado dos |                                           |          |  |
| N.º      | Título                                    | Duración |  |
| 1.       | «It's Too Late to Change What's Happened» | 2:58     |  |
| 2.       | «I Wish I Knew» (Kelly, Julie Didier)     | 3:00     |  |
| 3.       | «Honey Wait for Me»                       | 3:17     |  |
| 4.       | «Sometimes I Think I Love You More»       | 3:20     |  |
| 5.       | «And I'm Home»                            | 3:06     |  |

## Créditos y personal
Créditos adaptados desde las notas de álbum de For Sale.
Músicos
- Casey Kelly – voces
- Reggie Young – guitarra eléctrica (1, 2, 5, 10)
- Kenny Buttrey – batería (1, 2, 5, 10)
- Mike Leech – bajo eléctrico (1, 2, 5, 10)
- John Christopher – guitarra (1, 2, 5, 10)
- David Briggs – teclados (1, 2, 5, 10)
- Buddy Spiker – violín tradicional (1, 2, 5, 10)
- Weldon Myrick – guitarra de acero con pedal (1, 2, 5, 10)
- George Tidwell – trompeta (1, 2, 5, 10)
- Billy Puett – saxofón tenor (1, 2, 5, 10)
- Norm Ray – saxofón barítono (1, 2, 5, 10)
- Dennis Good – trombón (1, 2, 5, 10)
- Russ Kunkel – percusión (3, 4, 6–9)
- Leland Sklar – bajo eléctrico (3, 4, 6–9)
- Michael O'Martian – teclados (3, 4, 6–9)
- Mike Utley – órgano (3, 4, 6–9)
- Sneaky Pete – guitarra de acero con pedal (3, 4, 6–9)
- Jon Clarke – oboe, flauta dulce (3, 4, 6–9)
- Alan Garth – flauta dulce (3, 4, 6–9)

Músicos adicionales
- Duke Bardwell – voces adicionales (3)
- Danny Kootch – guitarra eléctrica (4)
- David Campbell – violín tradicional (8)

Personal técnico
- Norbert Putnam – productor (1, 2, 5, 10), mezclas (1, 2, 4–8, 10)
- Steve Ham – ingeniero de audio (1, 2, 5, 10)
- Richard Sanford Orshoff – productor, ingeniero de audio (3, 4, 6–9), mezclas (3, 9)
- David Devore – ingeniero de audio (3, 4, 6–9)
- Ed Caraeff – fotografía
- Robert L. Heimall – director artístico, diseño de portada